# 金融時報 (英國)
《金融時報》（英語：Financial Times，簡稱FT），是一份以財經報導為主的英語报纸，總部位於英國倫敦。《金融时报》由位於日本東京的日本經濟新聞百分之百控股，平均每日發行量約為10萬份，截至2019年含電子版訂閱人數已達100萬人次。印有英國、歐洲、美國及亞洲版本。
1957年起《金融时报》由培生集团持有，但培生于2015年7月以8.44亿英镑的价格将其出售给日本经济新闻。
《金融时报》的社论立场以经济自由主义为中心，特别倡导自由贸易和自由市场。自成立以来变一直支持自由民主，支持古典自由主义政治和国际政府的政策；它的新闻编辑室独立于编辑委员会，被视为档案记录报。由于其经济评论的历史，《金融时报》发布了各种金融指数，并以富时全股指数为主。20世纪末以来，其典型的覆盖深度将这份报纸与白领、受过教育且具有金融知识的读者联系在一起。因此，传统上认为《金融时报》的政治倾向是中间派到中右自由派、新自由主义和保守自由派。 《金融时报》总部位于星期五街1号，设有出版社、企业中心和主要编辑部，地理上靠近伦敦金融中心。

## 历史

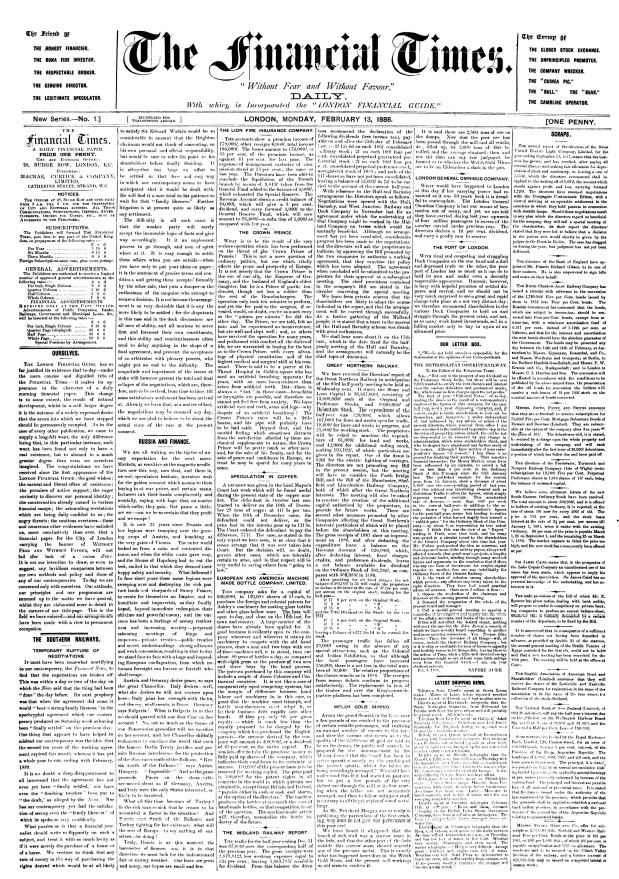
1888年2月13日《金融时报》头版

該報於1888年1月9日創刊，當時名為《倫敦金融指南》（London Financial Guide），同年2月8日改名为至今使用的《金融时报》。當時報章只有4版，读者群是伦敦金融城的金融界。为了与当时唯一的竞争对手、1884 年成立的《金融新闻》（Financial News）劃清界線，1893年《金融时报》开始使用粉紅色報紙印刷。另一方面，当时使用未漂白的纸张印刷可以节约成本。
1945年，布伦丹·布莱肯（Brendan Bracken）从卡姆罗斯勋爵（Lord Camrose）手中收购了《金融时报》。经过57年的竞争，於1945年併购《金融新聞》，报纸版面变为六页。《金融时报》的发行量较高，而《金融新闻》则提供了大量编辑人才，还为报纸引入了Lex专栏。
剑桥大学毕业生戈登·牛顿（Gordon Newton）于1949年接任编辑时，立即出台了新政，直接将大学毕业生招募为见习记者。这些学生主要来自牛津和剑桥，其中的许多人后来在新闻业和其他领域取得了杰出成就，也成为《金融时报》编辑实力的中流砥柱，直到20世纪90年代。其中，安德鲁·肖菲尔德（Andrew Shonfield）后来成为著名的英国经济学家；威廉·里斯-莫格爵士（William Rees-Mogg）后来担任《星期日泰晤士报》编辑；尼格爾·勞森后来成为英国财政大臣。1966年从牛津大学聘用理查德·兰伯特（Richard Lambert）后，这种招聘政策终止。1957年，培生集团收购了《金融时报》。
《金融时报》的规模、读者群和覆盖范围不断扩大，在世界各地城市设立通讯员。随着20世纪70年代跨境贸易和资本流动的提高，由于技术发展，再加上英语的接受度日益提高，《金融时报》开始国际扩张。1979年1月1日，《金融时报》（欧洲大陆版）开始在英国以外的法兰克福印刷，首次走出英国；1985年7月，开始在美国印刷。此后，随着国际报道的增加，《金融时报》成为全球性报纸，在22地印刷，提供五个国际版本，服务覆盖英国、欧洲大陆、美国、亚洲和中东。

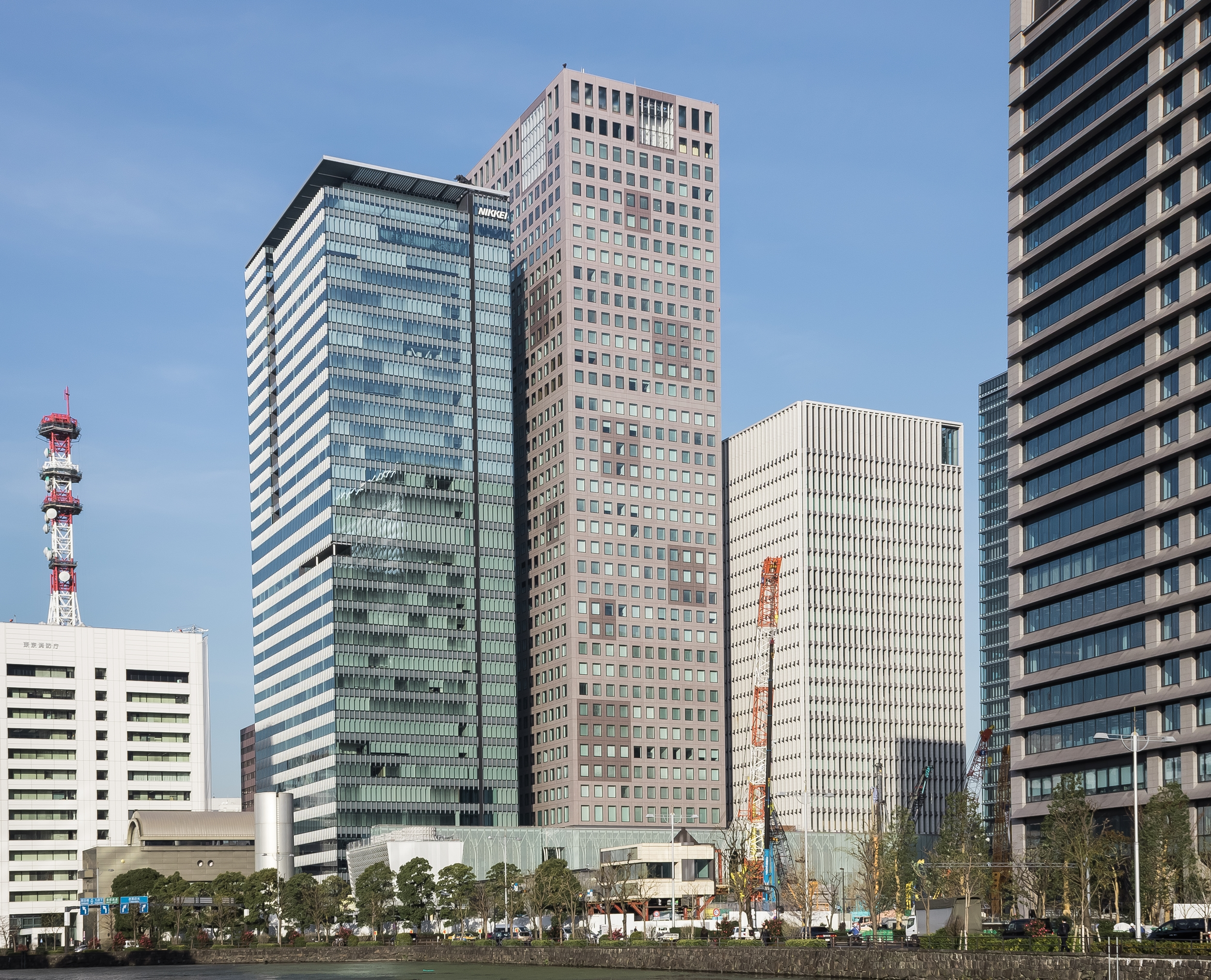
2015年，《金融时报》被日本经济新闻收购

2000年起，與德國貝塔斯曼集團合作出版以德語發行的《德國金融時報》，后来於2012年12月7日停止發行。2015年7月，日本经济新闻以8.44亿英镑的价格，从培生公司收购了《金融時報》。

## 内容
《金融時報》以商業和財經新聞為主，並詳列每日的股票和金融商品價格。金融時報集團也於全球範圍內設有分社，就當地時事作第一手報導。报纸分为两部分：第一部分涵盖国内外新闻及马丁·沃尔夫、吉莉安·泰特和爱德华·卢斯等记者对政治和经济的社论评论，以及全球知名领导人、政策制定者、学者和评论员的观点文章。第二部分包括财务数据以及有关公司和市场的新闻。除财经报纸内容外，也包含电视节目表、天气等主题的文章。週六版的《金融時報》設有文化及藝術活動等專版。
2021年和2022年，该媒体开始更多地关注加密货币行业，推出数字资产仪表板，发布多资产加密货币指数，创办了专门针对数字资产的加密货币金融时事通讯，并招募更多记者来报道加密货币行业。其475名记者中约有110名驻外记者。
金融時報集團於2015年7月23日，由日本經濟新聞以8.44億英鎊（13.2億美元）的價格從培生集團手中收購所有持股。在被日經收購之後，金融時報內部編輯團隊多次擔憂編輯中立性會受到影響，因此多次要求日經需保證不干預其報導。

### Lex专栏
Lex专栏是第一部分背面的每日专题，首次发表于1945年10月1日，源于并购前的《金融新闻》。这个专栏涵盖全球经济和金融的分析和观点，被《金融时报》视为议程设置专栏。Lex这个名称最初可能代表的是拉丁语Lex Mercatoria，意为“商业法”。
Lex专栏培养了许多杰出的校友，如尼格爾·勞森（Nigel Lawson，前保守党财政大臣）、理查德·兰伯特（Richard Lambert，英国工业联合会总干事及前英格兰银行货币政策委员会成员）、马丁·泰勒（Martin Taylor，前巴克莱银行首席执行官）、约翰·梅金森（John Makinson，企鹅出版集团主席兼首席执行官）、约翰·加德纳（John Gardiner，前特易购主席）、大卫·弗洛伊德（David Freud，前瑞银银行家及工党顾问，现为保守党贵族）、约翰·金曼（John Kingman，前英国金融投资有限公司负责人，罗斯柴尔德银行家）、乔治·格雷厄姆（George Graham，苏格兰皇家银行银行家）、安德鲁·鲍尔斯（Andrew Balls，PIMCO欧洲投资组合管理负责人）以及乔·约翰逊（Jo Johnson，前保守党奥平顿选区议员）。

### FT中文网
FT中文网是《金融时报》为中国读者推出的网站服務，創立於2005年，該服務支持繁體中文及簡體中文兩種顯示版本，在中国大陆地區通常可以正常访问。这是《金融时报》即《德國金融时报》（已停止服務）后开设的第二家外语网站。FT中文网在中国的新浪微博和腾讯微博開設了公眾帳號。FT中文网一般周一到周五更新，周末和节假日休息；如果有重要新闻，会即時发布文章。FT中文网與金融時報集團在中國多次舉辦「中国高峰论坛」活動，為該集團在中國的旗舰品牌活动。
由于中华人民共和国网络审查，FT中文网常有文章和所有读者评论被中国大陆网络防火墙屏蔽。
FT中文网内容主要来自英文版《金融时报》的翻译，以及FT中文网本身的所採編的稿件；对于两种文章，FT中文网会在文章作者欄位下加以区分。
2015年，《金融时报》被《日本经济新闻》收購后，FT中文网讀者在評論專欄表達其在对中日关系报道中立性的擔憂及對FT中文网發展的期待。

## 争议

### 大疆员工团建报道
金融时报在一篇名为《美国是否应该禁止中国无人机的？（Should the US ban Chinese drones?）》的长篇视频中，采访业内人士称，大疆员工参过黄埔军校旧址的合影作为“大疆员工接受特别军事训练”的证据并借此认为“大疆与中国军方有着密切的联系”。此报道引发中国媒体的争议。

## 外部連結
- 金融时报 （页面存档备份，存于） （英文）
- FT中文網 （页面存档备份，存于） （中文）(簡體中文)
- FT中文網 （页面存档备份，存于） （中文）(繁體中文)